# Suda (přítok Rybinské přehrady)
Suda (rusky Суда) je řeka ve Vologdské oblasti v Rusku. Je dlouhá 184 km. Povodí řeky je 13 500 km².

## Průběh toku
Vzniká soutokem zdrojnic Kološma a Nožema. Teče přes Mologošeksninskou nížinu, zprava do ní vtéká řeka Kolp. Ústí do zálivu Rybinské přehrady, jež vzdouvá dolní tok řeky.

## Vodní režim
Zdrojem vody jsou převážně sněhové srážky. Průměrný roční průtok vody činí 134 m³/s. Zamrzá na konci října až v polovině prosince a rozmrzá v dubnu až na začátku května. Nejvyšších vodních stavů dosahuje v dubnu a v květnu.

## Využití
Řeka je splavná a v úseku u ústí je na ní možná vodní doprava.